# Melecjusz (Kamiludis)
Melecjusz, imię świeckie Meletios Kamiludis (ur. 1948 w Larisie) – grecki duchowny prawosławny w jurysdykcji Patriarchatu Aleksandrii, od 2006 metropolita Katangi.

## Życiorys
Święcenia diakonatu przyjął w 1972, a prezbiteratu w 1976. 25 listopada 2006 otrzymał chirotonię biskupią.
W czerwcu 2016 r. uczestniczył w Soborze Wszechprawosławnym na Krecie.